# İhsan Sabri Çağlayangil
İhsan Sabri Çağlayangil (1908, Estambul, Turquía – 30 de diciembre de 1993, Ankara, Turquía) fue un político del Partido de la Justicia turco. Llegó a ejercer de Ministro de Asuntos Exteriores en tres ocasiones durante las décadas de los años 1960 y 1970 

## Vida personal
Çağlayangil nació en Estambul en 1908. Tras graduarse en el İstanbul Lisesi, entró en la Escuela de Ley en la Universidad de Estambul, donde se graduó en 1932.
Se casó con Firuzende Çağlayangil, con la que tuvo una hija llamada Fatma Itir Çağlayangil.

## Carrera
Çağlayangil fue gobernador de la provincia de Bursa de 1954 a 1960.
Ostentó el cargo de Ministro de Seguridad Laboral y Social en el 29º gobierno de Turquía, un gobierno en funciones anterior a las elecciones generales de 1965. Tras las elecciones ocupó el puesto de Ministro de Asuntos Exteriores desde 1965 hasta el golpe de Estado de 1971.
Fue Ministro de asuntos exterioes de 1975 a 1977 y de 1977 a 1978. Çağlayangil fue presidente del Senado turco desde el 7 de noviembre de 1979 hasta el 12 de septiembre de 1980 (cuando se produjo el Golpe de Estado en Turquía de 1980). Ejerció de presidente en funciones tras la finalización de la legislatura de Fahri Korutürk el 6 de abril de 1980. Era miembro del Partido de la Justicia (en turco: Adalet Partisi).
| Predecesor: Fahri Korutürk | Presidente de Turquía 1980 | Sucesor: Kenan Evren |